# Министерство промышленности и торговли Российской Федерации
Министерство промышленности и торговли Российской Федерации (Минпромторг России) — федеральный орган исполнительной власти России, осуществляющий функции по выработке государственной политики и нормативно-правовому регулированию в сфере промышленного и оборонно-промышленного комплекса, а также в области развития авиационной техники, технического регулирования и обеспечения единства измерений, а также функции уполномоченного федерального органа исполнительной власти, осуществляющего государственное регулирование внешнеторговой деятельности. 
Создано 12 мая 2008 года; в апреле — сентябре 1998 существовало ведомство с таким же названием и сходными полномочиями.

## История
В СССР для каждого промышленного направления было создано своё министерство, которое управляло предприятиями. Все предприятия находились в государственной собственности. В свою очередь министерства объединялись Советом министров СССР.
Общесоюзные министерства СССР по основным отраслям промышленности
- Министерство электронной промышленности СССР (МЭП) (1965—1991)
- Министерство нефтяной промышленности СССР (Миннефтепром) (Министерство нефтяной и газовой промышленности СССР) (1939—1991)
- Министерство газовой промышленности СССР (Мингазпром) (позже Министерство нефтяной и газовой промышленности СССР)
- Министерство авиационной промышленности СССР (Минавиапром, МАП)
- Министерство автомобильной промышленности СССР (Минавтопром)
- Министерство машиностроения СССР (Минмаш)
- Министерство машиностроения для животноводства и кормопроизводства СССР (Минживмаш)
- Министерство машиностроения для лёгкой и пищевой промышленности и бытовых приборов СССР (Минлегпищемаш)
- Министерство медицинской промышленности СССР (Министерство медицинской и микробиологической промышленности СССР) (Минмедпром)
- Министерство оборонной промышленности СССР (Миноборонпром, МОП)
- Министерство общего машиностроения СССР (Минобщемаш)
- Министерство по производству минеральных удобрений СССР (Минудобрений)
- Министерство приборостроения, средств автоматизации и систем управления СССР
- Министерство промышленности средств связи СССР
- Министерство радиопромышленности СССР (Минрадиопром)
- Министерство резиновой промышленности СССР (Минрезинпром)
- Министерство среднего машиностроения СССР (Минсредмаш) (позднее Министерство атомной энергетики и промышленности СССР (МАЭП))
- Министерство станкостроительной и инструментальной промышленности СССР
- Министерство строительного, дорожного и коммунального машиностроения СССР (Минстройдормаш)
- Министерство судостроительной промышленности СССР (Минсудпром)
- Министерство тракторного и сельскохозяйственного машиностроения СССР
- Министерство транспортного строительства СССР (Минтрансстрой)
- Министерство тяжёлого машиностроения СССР (Минтяжмаш)
- Министерство химического и нефтяного машиностроения СССР
- Министерство химической промышленности СССР
- Министерство целлюлозно-бумажной промышленности СССР
- Министерство энергетического машиностроения

В 1991 году, после распада СССР, многие государственные предприятия были приватизированы, а соответствующие министерства — распущены.
- 14 июля 1990 года образовано Министерство промышленности РСФСР  (Закон РСФСР от 14 июля 1990 года № 101-I).
- 16 мая 1992 года переименовано в Министерство промышленности Российской Федерации.
- 30 сентября 1992 года Министерство промышленности Российской Федерации преобразовано в Государственный комитет Российской Федерации по промышленной политике. (Указ Президента Российской Федерации от 30 сентября 1992 года № 1148)[2]. При этом, в период 1993—1996 годов оборонную промышленность (9 бывших союзных министерств) регулировал Государственный комитет Российской Федерации по оборонным отраслям промышленности.
- 14 августа 1996 года на базе Государственного комитета РФ по промышленной политике вновь образовано Министерство промышленности Российской Федерации (Указ Президента Российской Федерации от 14 августа 1996 года № 1177).
- 17 марта 1997 года Министерство промышленности Российской Федерации ликвидировано с передачей его функций Министерству экономики Российской Федерации, также ликвидировано Министерство оборонной промышленности Российской Федерации с передачей его функций Министерству экономики Российской Федерации и Государственному комитету Российской Федерации по связи и информатизации (Указ Президента Российской Федерации от 17 марта 1997 года № 249).
- 30 апреля 1998 года образовано Министерство промышленности и торговли Российской Федерации на базе Министерства внешних экономических связей и торговли Российской Федерации. В его ведение передавались промышленные подразделения Министерства экономики Российской Федерации, упразднённый Государственный комитет Российской Федерации по стандартизации, метрологии и сертификации, а также часть функций упразднённых Министерства внешних экономических связей и торговли Российской Федерации и Министерства Российской Федерации по сотрудничеству с государствами — участниками Содружества Независимых Государств.(Указ Президента Российской Федерации от 30 апреля 1998 года № 483). Министерство просуществовало менее 5 месяцев, за это время так и не было утверждено положение о нём, а аппарат так и не был сформирован. 22 сентября 1998 г., при формировании правительства Примакова, министерство было упразднено, восстановлены (под новыми названиями) Министерство торговли РФ, Министерство РФ по делам Содружества Независимых Государств и Государственный комитет РФ по стандартизации и метрологии, функции по управлению промышленностью возвращены Министерству экономики РФ. И. о. министра с 8 мая по 25 сентября 1998 был Габуния, Георгий Валерьевич. 23 июля 1998 года министром был назначен Маслюков, Юрий Дмитриевич[3]. 1-й заместитель министра — * Горбачёв, Иван Иванович (3 июня — 7 октября 1998).
- 22 сентября 1998 года — Министерство промышленности и торговли Российской Федерации упразднено (Указ Президента Российской Федерации от 22 сентября 1998 года № 1142).
- 17 мая 2000 года — Образовано Министерство промышленности, науки и технологий Российской Федерации с передачей ему функций упразднённого Министерства науки и технологий Российской Федерации, а также части функций упразднённых Министерства торговли Российской Федерации и Министерства экономики Российской Федерации (Указ Президента Российской Федерации от 17 мая 2000 года № 867).
- 9 марта 2004 года Министерство промышленности, науки и технологий Российской Федерации упразднено. Образовано Министерство промышленности и энергетики Российской Федерации на базе упразднённых Министерства промышленности, науки и технологий Российской Федерации и Министерства энергетики Российской Федерации (Указ Президента Российской Федерации от 9 марта 2004 года № 314).
- 12 мая 2008 года Министерство промышленности и энергетики Российской Федерации было разделено на два — Министерство промышленности и торговли Российской Федерации, которому были переданы также функции в области торговли от реорганизуемого Минэкономразвития, и Министерство энергетики Российской Федерации (Указ Президента Российской Федерации от 12 мая 2008 года № 724).

## Министерство промышленности и торговли РФ (с 2008 г.)
Нынешнее Министерство промышленности и торговли РФ создано 12 мая 2008 на базе упразднённого Министерства промышленности и энергетики РФ (в части промышленности) и передачи ему функций по регулированию вопросов торговли от Министерства экономического развития и торговли РФ (преобразовано в Министерство экономического развития РФ). Министерству подведомственно Федеральное агентство по техническому регулированию и метрологии (Росстандарт).

### Министр
- Христенко Виктор Борисович (12 мая 2008— 31 января 2012)
- Мантуров Денис Валентинович (21 мая 2012— 7 мая 2024)
- Алиханов Антон Андреевич (с 14 мая 2024)

### Первый заместитель министра
- Никитин Глеб Сергеевич (25 июня 2013, № 1070-р — 28 сентября 2017, № 2068-р)
- Сергей Анатольевич Цыб (26 мая 2018, № 998-р — 12 апреля 2021, № 952-р)
- Василий Сергеевич Осьмаков (с 12 апреля 2021, № 953-р)

### Статс-секретарь — заместитель министра
- Евтухов Виктор Леонидович (с 4 июля 2014, № 1227-р — 12 июня 2024, № 1467-р)
- Чекушов Роман Андреевич (с 1 июля 2024, № 1727-р)

### Заместители министра

#### Действующие (на февраль 2025 года)
- Алексей Владимирович Груздев (с 21 июня 2018, 1235-р)
- Михаил Игоревич Иванов (с 13 января 2020, № 9-р)
- Василий Викторович Шпак (с 12 апреля 2021, № 955-р)
- Альберт Анварович Каримов (с 16 мая 2022, № 1179-р)
- Кирилл Алексеевич Лысогорский (с 31 октября 2022, № 3243-р)
- Екатерина Геннадьевна Приезжева (с 10 января 2023, № 3542-р)
- Михаил Николаевич Юрин (с 25 марта 2023, № 714-р)
- Иван Алексеевич Куликов (с 6 июня 2024, № 1441-р)
- Геннадий Владимирович Абраменков (с 19 февраля 2025, № 381-р)

#### Ранее действовавшие
- Каламанов Георгий Владимирович (10 июня 2010, № 977-р — 5 августа 2019, № 1747-р)
- Цыб, Сергей Анатольевич (7 октября 2013, № 1804-р — 26 мая 2018, № 998-р)
- Кадырова Гульназ Маннуровна (14 мая 2014, № 812-р — 9 января 2023, № 3541-р)
- Потапов Александр Валерьевич (7 июля 2014, № 1241-р —1 марта 2017, № 361-р)
- Дутов Андрей Владимирович (16 июля 2014, № 1328-р — 27 августа 2015, № 1648-р)
- Богинский Андрей Иванович (5 февраля 2015, № 158-р — январь 2017)
- Морозов Александр Николаевич (16 июля 2015, № 1374-р — июнь 2022)
- Овсянников, Дмитрий Владимирович (24 декабря 2015, № 2649-р — 28 июля 2016) и (24 октября 2019, № 2516-р — 23 апреля 2020, № 1113-р)
- Осьмаков Василий Сергеевич (31 августа 2016, № 1833-р — 12 апреля 2021, № 953-р)
- Рязанцев Олег Николаевич (16 марта 2017, № 468-р — 31 октября 2022, № 3242-р)
- Беспрозванных Алексей Сергеевич (22 ноября 2017, № 2584-р  — 15 мая 2024, № 1137-р)
- Ученов Алексей Александрович (12 апреля 2021, № 954-р — 25 марта 2023, № 713-р)
- Бочаров Олег Евгеньевич (с 22 февраля 2017, № 335-р — 19 февраля 2025, № 380-р)

### Подведомственные органы
- Федеральное агентство по техническому регулированию и метрологии (Росстандарт)

## Полномочия
Минпромторг России осуществляет государственное регулирование в следующих областях экономики:
- станкостроения и тяжелого машиностроения;
- региональная промышленная политика;
- индустриальные парки, технопарки и промышленные кластеры;
- спортивная промышленность;
- промышленная продукция реабилитационной направленности;
- металлургическая, горная, химическая, фармацевтическая, биотехнологическая, медицинская, лёгкая, лесная и электронная промышленность;
- машиностроение и автомобильная промышленность;
- оборонно-промышленный комплекс;
- энергосбережение и повышение энергетической эффективности при обороте товаров;
- судостроительная промышленность;
- авиационная промышленность;
- экспериментальная авиация;
- промышленность средств связи;
- радиопромышленность;
- промышленности боеприпасов и специальной химии;
- химическое разоружение;
- промышленность обычных вооружений;
- техническое регулирование и обеспечение единства измерений;
- внешняя и внутренняя торговля;
- общественное питание и бытовое обслуживание;
- народные художественные промыслы;
- выставочная и ярмарочная деятельность;
- торговые представительства России за рубежом.

## Ведомственные знаки отличия
Министерством учреждён ряд почётных званий и знаков отличия «в целях поощрения работников Министерства промышленности и торговли Российской Федерации за высокие достижения в служебной деятельности, а также лиц оказывающих содействие в решении задач, возложенных на Минпромторг России»:
- медаль «Трудовая доблесть» (ведомственный знак отличия Министерства промышленности и торговли РФ, дающий право на присвоение звания «Ветеран труда»)[6]
- почётное звание «Почётный авиастроитель»;
- почётное звание «Почётный горняк»;
- почётное звание «Почётный машиностроитель»;
- почётное звание «Почётный работник автомобильной промышленности»;
- почётное звание «Почётный металлург»;
- почётное звание «Почётный метролог»;
- почётное звание «Почётный работник лесной промышленности»;
- почётное звание «Почётный работник текстильной и легкой промышленности»;
- почётное звание «Почётный судостроитель»;
- почётное звание «Почётный химик»;
- почётное звание «Почётный фармацевт»;
- почётное звание «Почётный биотехнолог»;
- почётное звание «Почётный работник электронной промышленности»;
- почётное звание «Почётный работник бытового обслуживания»;
- нагрудный знак «Медаль В. В. Бахтрева»[6];
- нагрудный знак «За заслуги в области стандартизации и качества» имени В. В. Бойцова[6];
- нагрудный знак «Медаль А. А. Ежевского»[6];
- нагрудный знак «Медаль М. Т. Калашникова»[6];
- Почётная грамота Министерства промышленности и торговли Российской Федерации;
- Благодарность Министерства промышленности и торговли Российской Федерации.